# Chabanais
Chabanais (tiếng Occitan: Chabanès) là một xã thuộc tỉnh Charente, tây nam nước Pháp. Dân số năm 1999 là 1044 người.

## Biến động dân số
| Năm | 1962  | 1968  | 1975  | 1982  | 1990  | 1999  | 2004  |
| --- | ----- | ----- | ----- | ----- | ----- | ----- | ----- |
| Dân số | 2 164 | 2 439 | 2 434 | 2 242 | 2 107 | 1 944 | 1 896 |
| From the year 1962 on: No double counting—residents of multiple communes (e.g. students and military personnel) are counted only once. |       |       |       |       |       |       |       |